# Deurbel

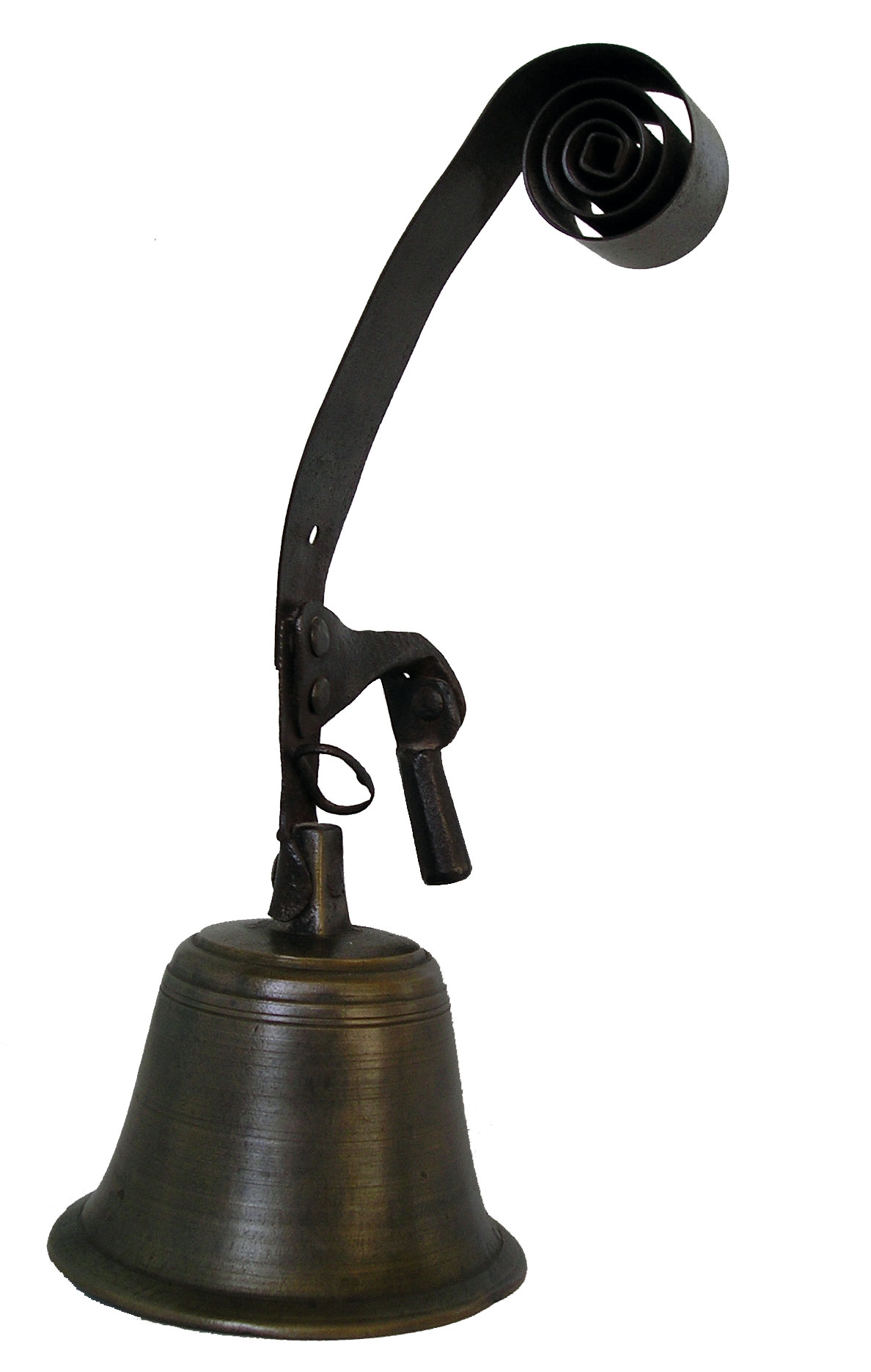
Oude winkeldeurbel

Een deurbel is een instrument om aan te geven dat er bezoekers aan de voordeur van bijvoorbeeld een woning staan.
Dit werd vroeger aangegeven door op de deur te kloppen, al dan niet met behulp van een deurklopper. Ook een belletje dat men met de hand moest luiden kwam voor. Ook was er vaak een trekknop waaraan via ijzerdraad een koperen bel verbonden was. In meergezinshuizen kon zich in de deurpost een regiment trekknoppen bevinden die via een ingenieus systeem van draden en kantelmechanismen naar de diverse woningen leidden. Zo kon voor elk gezin apart aangebeld worden.
De Belg Polydoor Lippens was in 1850 de uitvinder van het trilmechanisme voor de elektrische bel, de trilschel. Het octrooi hiervoor werd door verschillende uitvinders aangevochten, maar uiteindelijk in 1858 in Parijs aan Lippens toegekend.

## Elektrische systemen

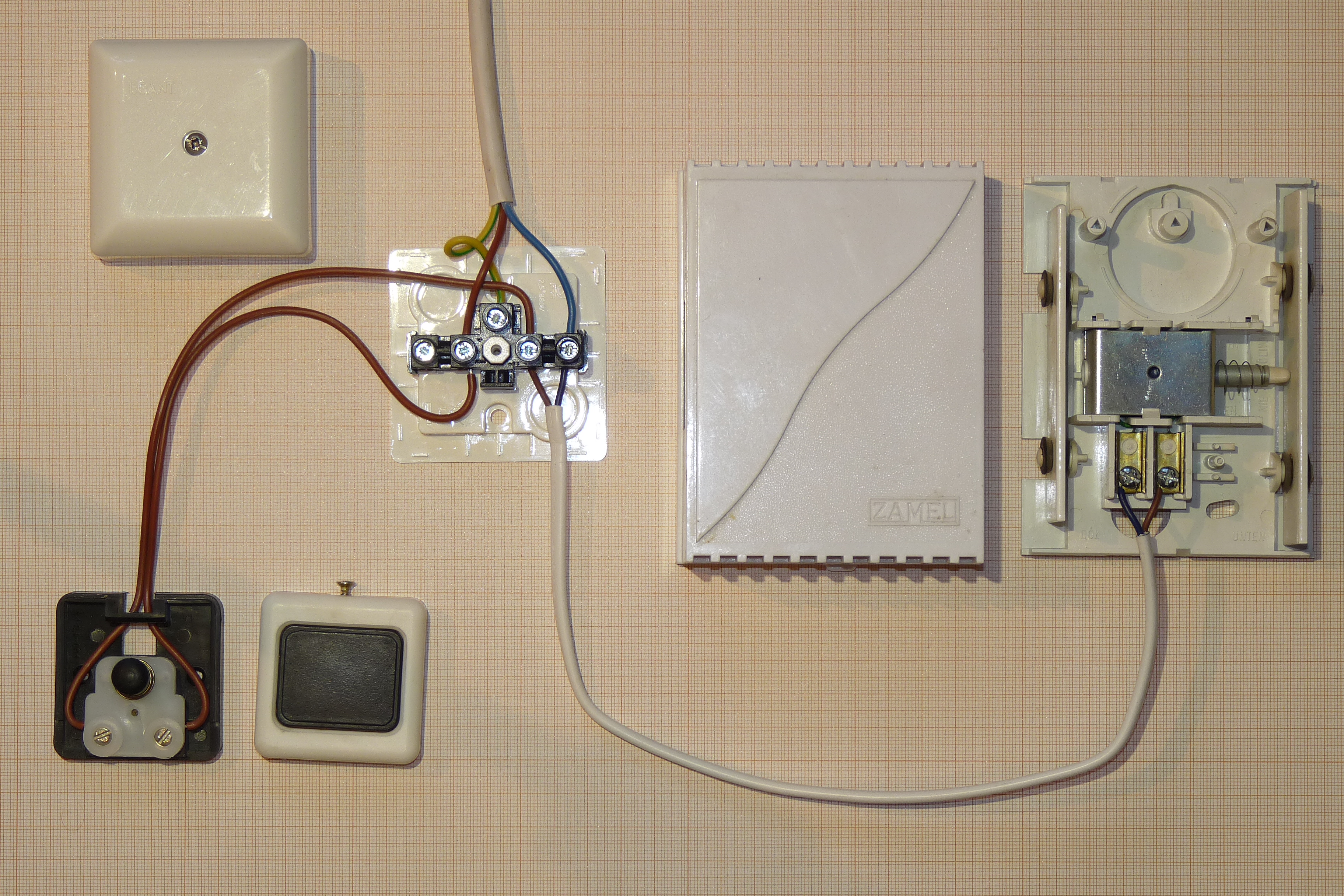
Elektrische deurbel

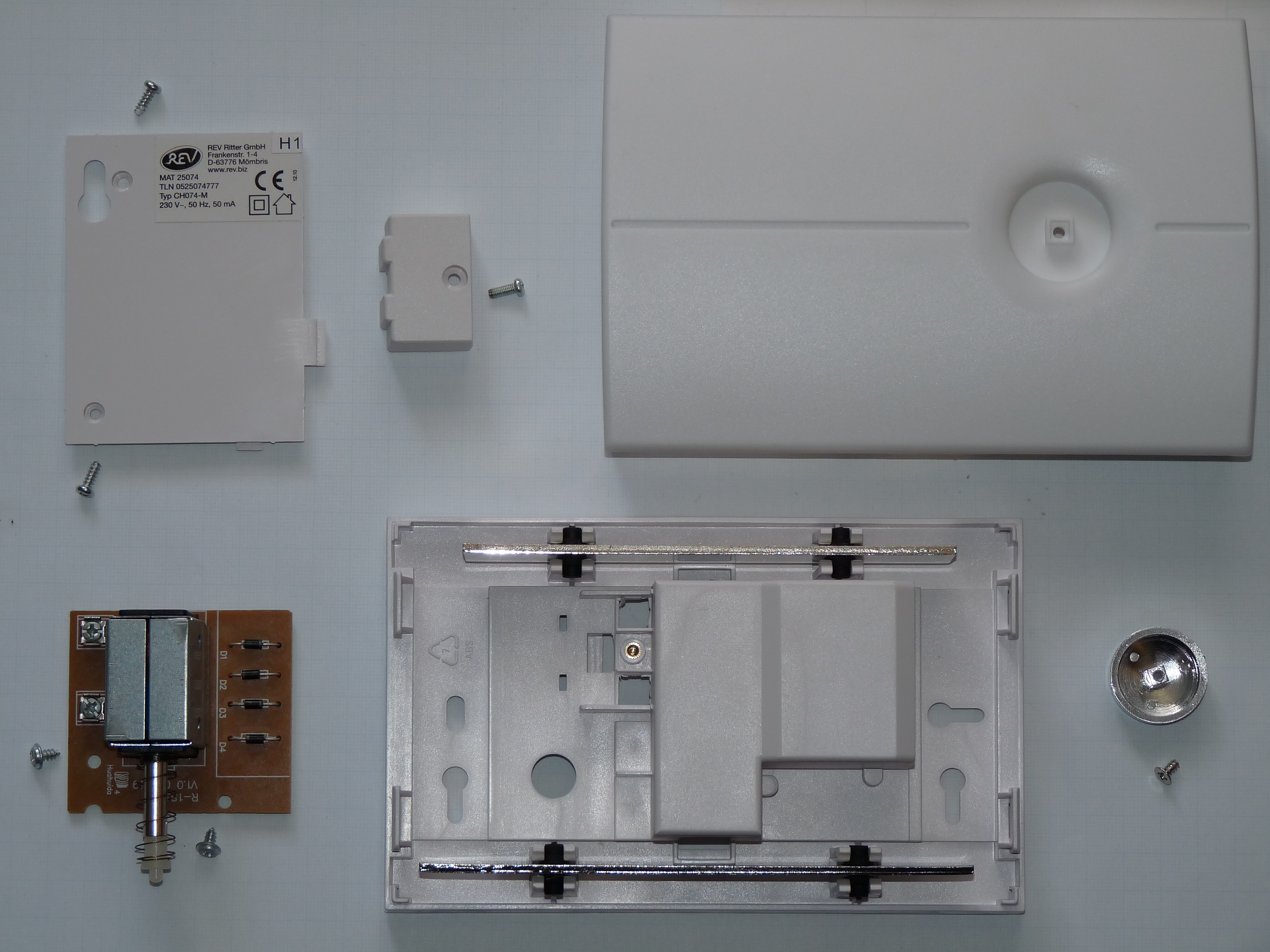
Gedemonteerde deurbel

Tegen het einde van de 19e eeuw werd de elektrische deurbel of inductie-schel uitgevonden die, mede door de ontdekking van de zink-koolstofcel in 1868, zijn intrede deed in het huishouden. Als een elektromagneet door het indrukken van een buiten aan de deur bevestigde knop (elektrische bouton) werd bekrachtigd, sloeg een klepeltje tegen een metalen schel en werd tegelijkertijd het elektrisch contact verbroken, waarna de cyclus zich herhaalde zolang de drukknop bleef ingedrukt. Aldus ontstond het bekende trrrring-geluid. Overigens had men in de begintijd eventueel ook de beschikking over een luchtdruk-schel. De elektriciteit maakte ook eenvoudige interne telecommunicatiesystemen mogelijk, zoals het bellenbord.
De winkeldeurbel is een belletje dat gaat klinken als de deur wordt geopend. Tegenwoordig werkt dat meestal elektrisch, met een drukcontact dat zich boven de deur bevindt en dat door de bovenkant van de deur wordt ingedrukt als deze geopend of gesloten wordt. Ook kan een drukcontact zijn verwerkt in de deurmat, zodat de bel klinkt zodra iemand hierop gaat staan. Dit komt voor bij winkels waarvan de deuren gedurende de openingstijden open blijft staan. Op deze manier wordt een winkelier dan ook als de deur open is gewaarschuwd als er mensen binnen komen.
Het bruinsteenelement werd later vervangen door andere typen van batterijen of, indien een elektriciteitsnet aanwezig was, kon de voeding geschieden met behulp van een transformator. De verbinding tussen belknop en bel kan tegenwoordig ook draadloos geschieden.
Naast systemen met eenvoudige akoestische signalen werden ook systemen ontwikkeld die mondelinge communicatie mogelijk maakten. Een dergelijk intercomsysteem aan de voordeur noemt men een parlofoon.
Tegenwoordig worden 'slimme deurbellen' steeds populairder. Dit zijn digitale deurbellen, al dan niet voorzien van een ingebouwde camera. Via een applicatie op een smartphone kan deze deurbel dan bediend worden. Dit is ook een goede beveiliging tegen inbraken of babbeltrucs. Door een sticker bij de belknop aan te brengen met een waarschuwing dat mensen in beeld kunnen komen, kan worden voorkomen dat mensen zomaar aan kunnen bellen. Ook kan men op deze manier voor het opendoen zien wie er aan de deur staat.

## Deurbelgeluiden
Reeds in de begintijd van de elektrische bel was men geïnteresseerd in geluiden die wat rijker klonken dan die van een eenvoudige wekkerschel. Aldus kwam de carillon-schel op de markt, waarin de klepel meerdere, meestal twee, schellen beroerde. De miniaturisering van de elektronica maakte het mogelijk een keuze uit tal van liedjes en andere geluiden te maken.
| Elektrische ouderwetse tring deurbel    |
| Elektrische klassieke ding-dong deurbel |
| Elektrische goedkope ding-dong deurbel  |

## Trivia
In de televisieserie Samson en Gert speelt de deurbel van Gert een prominente rol. Deze doet het niet waardoor de standaardzin (soms ook het wachtwoord genoemd) van bezoekers "Ik moest kloppen want de bel doet het niet" is. Deze zin heeft een vaste waarde gekregen in situaties waarin bij iemand de bel het niet doet en bezoekers daarom op de deur moeten kloppen.
In de vroegere televisieserie "The Beverly Hillbillies" was een standaardgrap dat de bezoeker belde en de bewoners niet begrepen wat dat belgeluid betekende. De bezoeker, ten einde raad, rammelde aan de deur. Dat geluid begreep de zoon des huizes die daarna uitriep "dat is toch grappig, altijd als die bel klinkt is er iemand aan de deur" (of woorden van gelijke strekking). 